# Барселона (жіночий футбольний клуб)
Жіночий футбольний клуб «Барселона» (ісп. Fútbol Club Barcelona Femení) — іспанський жіночий футбольний клуб з однойменного міста, столиці Каталонії. Заснований у 1988 році. Виступає в Жіночій Прімері. Домашні матчі приймає на стадіоні «Естадіо Йоган Кройф», місткістю 6 000 глядачів.

## Досягнення
- Жіноча Прімера
  - Чемпіон (10): 2011–12, 2012–13, 2013–14, 2014–15, 2019–20, 2020–21, 2021–22, 2022–23, 2023–24, 2024–25
- Кубок Королеви
  - Володар (10): 1994, 2011, 2013, 2014, 2017, 2018, 2020, 2021, 2022, 2024
- Суперкубок Іспанії
  - Володар (5): 2020[1], 2022, 2023, 2024, 2025
- Кубок Каталонії
  - Володар (9): 2009, 2010, 2011, 2012, 2014, 2015, 2016, 2017, 2018, 2019
- Ліга чемпіонів УЄФА
  - Чемпіон (3): 2021, 2023, 2024
  - Фіналіст (3): 2019, 2022, 2025

## Виступи в фіналах Ліги чемпіонів УЄФА
Фінали: 6 (3 перемоги, 3 поразки)
| Статус     | Рік  | Суперник       | Рахунок | Місце проведення                      |
| ---------- | ---- | -------------- | ------- | ------------------------------------- |
| Фіналіст   | 2019 | «Олімпік Ліон» | 1:4     | «Групама Арена» (Будапешт, Угорщина)  |
| Переможець | 2021 | Челсі          | 4:0     | «Гамла-Уллеві» (Гетеборг, Швеція)     |
| Фіналіст   | 2022 | «Олімпік Ліон» | 1:3     | «Ювентус Стедіум» (Турин, Італія)     |
| Переможець | 2023 | «Вольфсбург»   | 3:2     | «Філіпс» (Ейндговен, Нідерланди)      |
| Переможець | 2024 | «Олімпік Ліон» | 2:0     | «Сан-Мамес» (Більбао, Іспанія)        |
| Фіналіст   | 2025 | «Арсенал»      | 0:1     | «Жозе Алваладе», Лісабон, Португалія) |

## Поточний склад
Станом на 9 січня 2024 
| №  | Поз. | Нац.    | Гравець           |
| -- | ---- | ------- | ----------------- |
| 1  | ВР   | Іспанія | Гемма Фонт        |
| 13 | ВР   | Іспанія | Ката Коль         |
| 25 | ВР   | Англія  | Еллі Робак        |
| 2  | ЗХ   | Іспанія | Ірен Паредес      |
| 4  | ЗХ   | Іспанія | Мапі Леон         |
| 5  | ЗХ   | Іспанія | Яна Фернандез     |
| 8  | ЗХ   | Іспанія | Марта Торрехон    |
| 20 | ЗХ   | Іспанія | Мартіна Фернандер |
| 22 | ЗХ   | Іспанія | Она Батльє        |
| 11 | ПЗ   | Іспанія | Алексія Путельяс  |
| 12 | ПЗ   | Іспанія | Патрісія Гуйхарро |

| №  | Поз. | Нац.       | Гравець             |
| -- | ---- | ---------- | ------------------- |
| 14 | ПЗ   | Іспанія    | Айтана Бонматі      |
| 21 | ПЗ   | Англія     | Кіра Волш           |
| 23 | ПЗ   | Норвегія   | Інгрід Енген        |
| 24 | ПЗ   | Нідерланди | Есме Бругтс         |
| 7  | НП   | Іспанія    | Сальма Паралуело    |
| 9  | НП   | Іспанія    | Клаудіа Піна        |
| 10 | НП   | Норвегія   | Каролін Грем Хансен |
| 16 | НП   | Швеція     | Фрідоліна Рольфьо   |
| 17 | НП   | Польща     | Ева Пайор           |
| 18 | НП   | Португалія | Кікі Назарет        |